# Piazza d’Italia

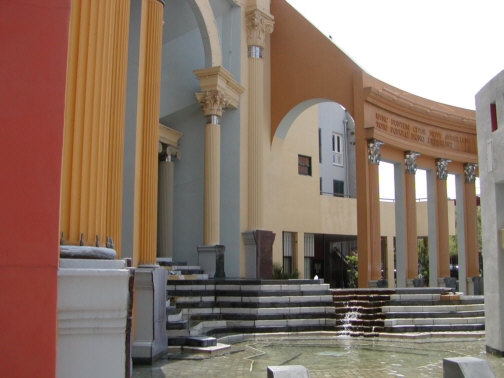
Piazza d’Italia

Die Piazza d’Italia  ist ein Platz unweit der Lafayette Street in New Orleans, der von dem Architekten Charles Willard Moore im Stil der Postmoderne entworfen wurde, auf Initiative der dort lebenden italienischstämmigen Bevölkerung. Die Piazza wurde zwischen 1977 und 1978 errichtet und verbindet mit ihrem Stil alt und neu.
Auf der Mitte des Platzes steht ein Brunnen, der Italien darstellt.
Nach Meinung der New York Times ist diese Fläche „...vielleicht der bedeutendste urbane Platz, den eine amerikanische Stadt in den letzten Jahren errichtet hat“. Interessant ist in diesem Zusammenhang der Hinweis auf das Gemälde „Piazza d’Italia“ von Giorgio De Chirico, zu dem der Platz in New Orleans verblüffende Ähnlichkeit aufweist.
Der Funktionalist Paul Friedrich Posenenske bezeichnete die Piazza d’Italia als „dahingepinkelten Barockverschnitt übelster Sorte“, der obendrein die Obszönität besitze, mit Kulissenschiebereien die Slumbewohner zu verhöhnen.